# Michael Brecker
Pour les articles homonymes, voir Brecker.
Michael Brecker, né le 29 mars 1949 à Philadelphie (Pennsylvanie) et décédé le 13 janvier 2007 à New York (État de New York), est un saxophoniste ténor américain. Figure importante du jazz fusion, il a gagné 15 Grammy Awards en tant qu'interprète et compositeur, évoluant la majorité du temps avec son frère trompettiste Randy Brecker, notamment au sein de leur groupe The Brecker Brothers. Il a reçu un doctorat honorifique du Berklee College of Music en 2004, et a été intronisé au Jazz Hall of Fame du magazine DownBeat en 2007.
Très demandé en tant que soliste et accompagnateur, sa carrière très prolifique compte au total plus de 700 participations avec divers artistes allant du jazz au pop rock.

## Biographie

### Jeunesse et formation
Brecker est né à Philadelphie et a grandi dans la banlieue locale de Cheltenham Township en Pennsylvanie.
Michael Brecker est initié très jeune au jazz par son père, Bob (Bobby), un avocat pianiste de jazz amateur et sa mère, Sylvia, une portraitiste. Il commence l'étude de la clarinette à six ans, puis adopte le saxophone alto à l'école, et choisit finalement le saxophone ténor comme instrument principal lors de sa deuxième année de lycée.
Il est diplômé de la Cheltenham High School (en) en 1967 et passe l'été suivant au Berklee College of Music à Boston. À l'automne 1967, il suit son frère aîné, Randy, à l'université de l'Indiana à Bloomington (Indiana), où il forme un groupe de jazz rock avec le trompettiste Randy Sandke (en) et d'autres personnes, appelé Mrs. Seamon's Sound Band, nommé d'après un responsable du dortoir qui n'aimait pas les étudiants aux cheveux longs. Il suit des cours de musicologie à l'Université de l'Indiana. Il prépare quelque temps l'école de médecine, avant de décider, à 19 ans, de s'installer à New York pour suivre une carrière musicale.

### Carrière
Le groupe Mrs. Seamon's Sound Band était finaliste du concours du printemps 1968 au Notre Dame Collegiate Jazz Festival (en), mais a été disqualifié pour son interprétation de la chanson « Light My Fire » des The Doors. Le groupe s'est également produit en plein air sur le campus au profit du candidat à la présidence Eugene McCarthy lors de l'élection présidentielle de cette année-là. À la suite de ce semestre, le groupe accepte une offre de management et déménage à Chicago, où les drogues et un triangle amoureux conduisent à un suicide, qui amène le service de police de Chicago à l'appartement du manager, où tous les membres du groupe, à l'exception de Sandke et Brecker, qui n'étaient ni l'un ni l'autre sur les lieux, sont arrêtés. D'autres traumatismes ont suivi et, selon Randy Sandke, ces événements ont eu un impact psychologique négatif sur Brecker, ce qui l'a conduit plus tard à la toxicomanie.
Pendant le semestre d'automne 1968 à l'Université d'Indiana à Bloomington, Brecker forme un trio, qui inclut le batteur du Mrs. Seamon's Sound Band, et donne des concerts dans un club du sous-sol de l'église appelé The Owl. Certains de ces concerts ont été enregistrés. Il abandonne ses études avant la fin du semestre, passe un mois à Mexico City, puis retourne à Philadelphie, où il joue avec Eric Gravatt, Billy Paul, et d'autres.
En 1969, lorsqu'il s'installe à New York, Michael Brecker se crée une réputation d'excellent improvisateur jazz. À 20 ans, il est membre du groupe de jazz-rock Dreams avec son grand frère Randy Brecker, le tromboniste Barry Rogers (en), le batteur Billy Cobham, le claviériste Jeff Kent et le bassiste Doug Lubahn. Dreams a été de courte durée, seulement de 1969 à 1972, mais Miles Davis a été vu à certains concerts avant son enregistrement de l'album A Tribute to Jack Johnson. La plupart des premiers travaux de Brecker sont marqués par une approche informée autant par la guitare rock que par le saxophone R&B. Il a ensuite travaillé avec Horace Silver puis Billy Cobham avant de s'associer à nouveau avec son frère Randy pour former le groupe des Brecker Brothers, l'un des groupes fusion jazz-funk les plus innovants et populaires de sa décennie. Le groupe suit les tendances jazz-funk de l'époque, mais avec une plus grande attention aux arrangements structurés, un backbeat plus lourd, et une influence rock plus forte. Le groupe dura de 1975 à 1982, connaissant un succès important et se reformant à plusieurs occasions (1992, 1994, 1999 et 2003 notamment).
En 1977, il fonde le club de jazz Seventh Avenue South (en) avec son frère Randy. Michael et son frère Randy se retrouvent également à cette période pour y faire des jam-sessions. Michael Brecker y croisera notamment Mike Mainieri, avec qui il cofondera le groupe de fusion jazz-rock Steps, renommé par la suite Steps Ahead.
Dans le même temps, Michael Brecker réalise de nombreux enregistrements pop et rock en tant que soliste, accompagnateur et musicien de session. Il s'est produit avec des groupes dont les styles allaient du jazz au rock. Au total, il a participé à près de 900 albums, soit en tant que membre d'un groupe, soit en tant que soliste invité. En tant que soliste, il a marqué de son empreinte de nombreux enregistrements pop et rock, notamment avec James Taylor et Paul Simon. Ses collaborations les plus marquantes se font avec Michel Berger, Frank Zappa, Eric Clapton, Bruce Springsteen, Patti Austin, Aerosmith, James Brown, Parliament, Joni Mitchell, Steely Dan, Arthur Garfunkel, John Lennon, Yoko Ono, Lou Reed, Uzeb, Chic et Dire Straits.
Il enregistre et tourne également avec la plupart des artistes jazz majeurs de son époque, tels que Herbie Hancock, Chick Corea, Hal Galper, Chet Baker, Jan Akkerman (en), George Benson, Quincy Jones, Charles Mingus, Jaco Pastorius, McCoy Tyner, Pat Metheny, Elvin Jones, Claus Ogerman, Billy Cobham, Horace Silver, Mike Stern, Mike Mainieri, Max Roach, Steps Ahead, Dave Holland, Joey Calderazzo, Kenny Kirkland, Bob James, Grant Green, Don Cherry, Hubert Laws, Don Alias, Larry Goldings, Bob Mintzer, Gary Burton, Yusef Lateef, Steve Gadd, Richard Tee, Dave Brubeck, Charlie Haden, John Abercrombie, Vince Mendoza (en), Roy Hargrove, et Spyro Gyra, entre autres, aussi bien que le groupe français zeuhl Magma.
Brecker a joué du saxophone ténor sur deux albums de Billy Joel. En 1983, Brecker a joué sur trois titres de l'album An Innocent Man (« Careless Talk », « Tell Her About It » et « Keeping The Faith »). En 1986, il joue sur « Big Man on Mulberry Street » de l'album « The Bridge ».
Au début des années 1980, il a également été membre du Saturday Night Live Band de la chaîne NBC. On peut voir Brecker en arrière-plan portant des lunettes de soleil lors de la parodie de James Brown par Eddie Murphy.
Après avoir connu un succès mondial dans les années 1980 avec Mike Mainieri, Don Grolnick, Peter Erskine, Eliane Elias, Eddie Gómez au sein de Steps Ahead, Michael Brecker enregistre finalement son premier album solo en 1987. Cet album éponyme marque son retour à un jazz plus conventionnel, mettant en valeur ses talents de compositeur et utilisant le EWI (Electronic Wind Instrument), dont Brecker avait déjà joué avec Steps Ahead. Il présente cet album solo au JVC Newport Jazz Festival.
Il continue à enregistrer des albums en tant que leader durant les années 1990 et 2000, gagnant ainsi de nombreux Grammy Awards (15 au total). Ses tournées figuraient parmi les plus attendues dans les plus grandes villes du monde.[réf. nécessaire]
Brecker a continué à enregistrer des albums en tant que leader tout au long des années 1990 et 2000, remportant plusieurs Grammy Awards.
Il est parti en tournée en 2001 avec un groupe collaboratif, Hancock-Brecker-Hargrove. Cette tournée était dédiée aux pionniers du jazz John Coltrane et Miles Davis. Brecker a rendu hommage à Coltrane en interprétant son morceau fétiche, « Naima ». Le CD de la tournée, Directions in Music : Live At Massey Hall (2002), a remporté un Grammy Award du meilleur album instrumental de jazz, individuel ou collectif en 2003.

### Maladie et décès
Alors qu'il se produit au Mount Fuji Jazz Festival en 2004, Brecker ressent une vive douleur dans le dos.
En septembre 2005, Michael Brecker est hospitalisé pour une leucémie avec un syndrome myélodysplasique. Malgré une recherche mondiale largement médiatisée, Brecker n'a pas pu trouver de donneur de cellules souches compatible. Fin 2005, il a bénéficié d'une greffe expérimentale de cellules souches partiellement compatibles. À la fin de l'année 2006, il semble se rétablir, mais le traitement s'avère inefficace. Il donne sa dernière représentation publique le 23 juin 2006, en jouant avec Herbie Hancock au Carnegie Hall. Faute de donneurs, il meurt le 13 janvier 2007 des suites de cette leucémie, à l'âge de 57 ans,,. Ses funérailles ont eu lieu le 15 janvier 2007 à Hastings-on-Hudson, New York.

## Style
Michael Brecker est une figure importante du jazz fusion. Il revendique l'influence de John Coltrane.

## Instrument
Il jouait de préférence avec un saxophone ténor Selmer Mark VI à finition laquée (numéro de série 86xxx)  avec un bocal plaqué en argent, équipé d'un bec en métal de Dave Guardala MB1 (conçu par lui-même) et des anches LaVoz medium,. Il a longtemps joué avec un Selmer Balanced Action argenté numéroté 32855 de 1945 cédé à Chris Potter.  
Ses premiers becs comprenaient un Otto Link New York STM en métal (au milieu des années 1970) et un Dukoff en métal à la fin des années 1970 et au début des années 1980.
À partir de 1986-1987, il joue d'un instrument à vent à contrôleur électronique (EWI), en commençant par un EWI « Steinerphone » de Nyle Steiner, l'un des rares à avoir été fabriqués.  Quelques années plus tard, il passe à la première version Akai, l'EWI1000 avec MIDI intégré. En 1991, son EWI contrôlait deux racks de modules, dont un Lexicon Jam-man et un synthé Oberheim Matrix 12 - cette configuration est visible dans le Concert in the Park (en) de Paul Simon de 1991. Nyle Steiner a continué à développer et à adapter des instruments pour Brecker, y compris le Rad EWI de 2004 (qui est joué avec les mains côte à côte) et un modèle en ligne plus récent, tandis que Michael s'est éloigné des racks de modules sonores pour un système sans fil basé sur PowerBook/Logic.
Michael Brecker a également joué de la batterie, car il a souvent dit que le temps, ou le rythme, était musicalement le plus important. Il a montré ses prouesses à la batterie lors de spectacles avec ses propres ensembles ou en accompagnant des étudiants lors de masterclasses.

## Héritage

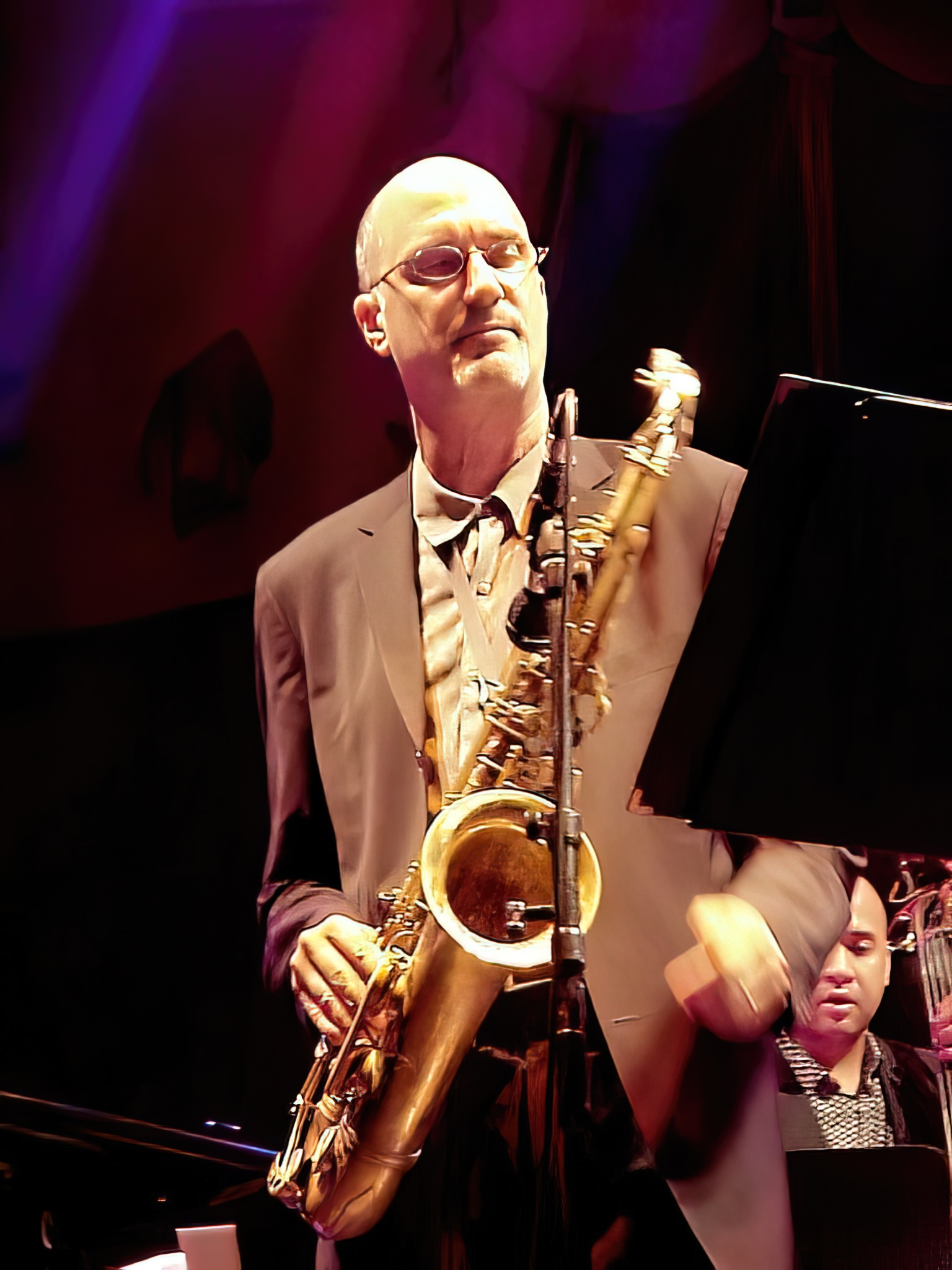
Brecker à Munich (juillet 2001).

Le 11 février 2007, Brecker a reçu deux Grammy Awards à titre posthume pour sa participation à l'album de 2005 de son frère Randy, Some Skunk Funk.
Le 22 mai 2007, son dernier enregistrement, Pilgrimage (en), est sorti et a reçu un bon accueil critique. Il a été enregistré en août 2006 avec Pat Metheny à la guitare, John Patitucci à la basse, Jack DeJohnette à la batterie et Herbie Hancock et Brad Mehldau au piano. Brecker était gravement malade lors de l'enregistrement, mais les autres musiciens impliqués ont loué le niveau de sa musicalité. Brecker a reçu à titre posthume deux Grammy Awards supplémentaires pour cet album dans les catégories Meilleur solo instrumental de jazz et Best Jazz Instrumental Album, Individual or Group, ce qui porte son total de Grammy à 15.
La recherche d'un donneur dans le registre international de la moelle osseuse a incité sa femme et son manager à organiser une série de collectes de moelle osseuse dans le monde entier, notamment lors des festivals de jazz de la mer rouge, de Monterey et de Newport.

## Récompenses

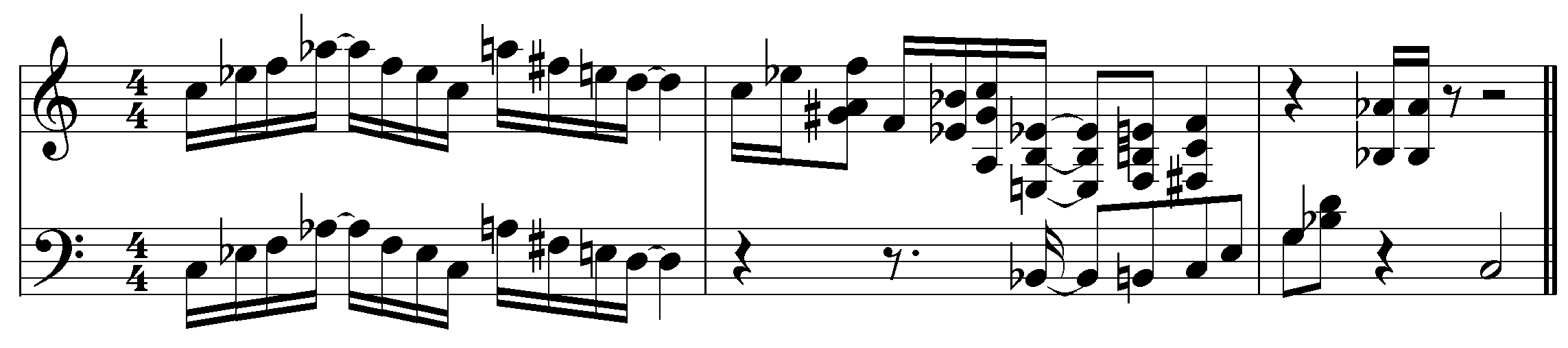
Introduction du morceau Some Skunk Funk.

En 2005 - sa dernière année dans le métier - Michael Brecker avait récolté 11 Grammy Awards en tant que musicien et compositeur, dont 2 pour son dernier album solo, Wide Angles (2003), composé de 10 titres interprétés par un groupe de 15 musiciens, appelé Quindectet par Brecker.
En février 2007, Michael Brecker a remporté à titre posthume le Grammy Award for Best Jazz Instrumental Solo pour le solo éponyme de l'album Some Skunk Funk, qui a également obtenu la récompense Best Large Jazz Ensemble Album (en) avec le WDR Big Band.

## Discographie

### comme leader
- 1987 : Michael Brecker (Impulse!)
- 1988 : Don't Try This At Home (Impulse!)
- 1990 : Now You See It (Impulse!)
- 1991 : Claus Ogerman Featuring Michael Brecker (GRP Records)
- 1993 : The Michael Brecker Band Live (enregistré en 1989)
- 1996 : Tales From The Hudson (Impulse!)
- 1998 : Two Blocks From The Edge (Impulse!)
- 1999 : Time Is Of The Essence (Verve)
- 2001 : Nearness Of You: The Ballad Book (Verve)
- 2003 : Wide Angles (Verve)
- 2005 : Some Skunk Funk, album live avec Randy Brecker et le WDR Big Band (enregistré le 11 novembre 2003, BHM)
- 2007 : Pilgrimage (Heads Up)

### comme co-leader
- 1982 - Cityscape (avec Claus Ogerman)
- 1985 - Hearts and numbers (avec Don Grolnick)
- 1995 - Infinity (en)  (avec McCoy Tyner), (Impulse!)
- 2002 - Directions in Music: Live at Massey Hall, Celebrating Miles Davis & John Coltrane (avec Herbie Hancock, Roy Hargrove, John Patitucci, Brian Blade)
- 2004 - Gathering of Spirits (avec Joe Lovano et Dave Liebman)

### Brecker Brothers
- 1975 - The Brecker Bros
- 1976 - Back To Back
- 1977 - Don't Stop the Music
- 1978 - The Heavy Metal Be-Bop
- 1980 - Detente
- 1981 - The Straphangin
- 1992 - The Return Of The Brecker Brothers
- 1994 - Out Of The Loop
- 1995 - The Brecker Brothers, Live
- 2005 - Randy & Michael Brecker: Some Skunk Funk

### Steps Ahead
- 1979 - Smokin' In the Pit
- 1980 - Step By Step
- 1982 - Paradox
- 1983 - Steps Ahead
- 1984 - Modern Times
- 1985 - Magnetic
- 1986 - Live in Tokyo
- 1989 - N.Y.C.
- 1992 - Yin Yang
- 1995 - Vibe
- 1999 - Live In London '99
- 2002 - Holding Together (Live 1999-2CD)

### Participations (sélection)
Lou Reed
- 1973 - Berlin

Bruce Springsteen
- 1975 - Born to Run

Billy Cobham
- 1976 - A Funky Thide of Sings

Frank Zappa
- 1978 - Zappa in New York

Michel Berger
- 1978 - Starmania
- 1990 - Ça ne tient pas debout, sur les titres Le Paradis blanc (solo d'EWI) et Danser sur la glace (saxophone ténor)[18]

Joni Mitchell
- 1980 - Shadows and Light

Pat Metheny
- 1980 - 80/81

Chick Corea
- 1981 - Three Quartets (en) (Stretch Records (en)[19])

Chic
- 1981 - Take It Off

UZEB
- 1982 -  Fast Emotion

Mark Knopfler
- 1983 - Local Hero

John Abercrombie
- 1984 - Night (avec  Jack DeJohnette et Jan Hammer) et Gettin' There

Dire Straits
- 1985 - Brothers in Arms
- 1986 - Your Latest Trick

Michael Franks
- 1987 - The Camera Never Lies (Warner Bros.) inclus le single Doctor Sax

Mike Stern
- 1988 - Time in Place

Claus Ogerman
- 1990 - Claus Ogerman featuring Michael Brecker

Vince Mendoza
- 1993 - Vince Mendoza Jazzpana
- 1999 - Vince Mendoza Epiphany

Herbie Hancock
- 1996 - The New Standard (avec Jack DeJohnette, Dave Holland, John Scofield et Don Alias)

Horace Silver
- 1996 - The Hardbop Grandbop

Chick Corea
- 1997 - Three Quartets

Charlie Haden
- 2002 - American Dreams